# Liste des Justes de l'Orne
Compléments
Reconnus par Yad Vashem, de 1989 à 2016.
Les « Justes » dans le département de l'Orne sont les personnes qui dans ce département français ont protégé des Juifs pendant la Seconde Guerre mondiale, et ont reçu le titre de « Juste parmi les nations » décerné par l'Institut Yad Vashem. 
Trente-neuf habitants de ce département ont reçu la médaille des Justes pour leur action en faveur des Juifs. La liste en est présentée par commune ou hameau, selon les informations du Yad Vashem et le découpage administratif de l'époque.

## Berjou
- Jeanne Ricordeau, née Brisset (1913-2000), institutrice[1],
- Roland Ricordeau (1912-1985), directeur d'école, secrétaire de mairie[1] :
Roland Ricordeau est instituteur et résistant. Il place des enfants juifs dans des familles de la région. Il recueille lui-même, avec son épouse, le jeune Salomon Pelzman. Roland et Jeanne Ricordeau sont reconnus Justes parmi les nations en 2010[1].

## Boucé
- André Renard, prisonnier de guerre en 1940, fait la connaissance de Marcel Weil dont il sauve plus tard la femme et les deux enfants. Il est reconnu Juste parmi les nations en 1990[2].

## Condé-sur-Huisne
- Augustin Devaux, jardinier[3],
- Jeanne Devaux[3] :
Augustin et Jeanne Devaux cachent le jeune Herman Przedborski et son cousin Lazare Lewin et en prennent soin jusqu'à la Libération. Ils sont reconnus Justes parmi les nations en 1989[3].

- Claudia Russeau, née Gouttegata (1891-1961), nourrice[4],
- Georges Russeau (1888-1975), charpentier[4] :
Georges et Claudia Russeau recueillent Léopold Golstein, Monique Grinhaus, Fajga Grinhaus. Les époux Russeau sont reconnus Justes parmi les nations en 2011[4].

## Courtomer
- Marie Ledier, fermière. Son mari étant en captivité en Allemagne, Marie Ledier reste seule à diriger la ferme. Elle y cache les enfants André et Jacques Borenstein, ainsi que plusieurs adultes. Elle est reconnue Juste parmi les nations en 1997[5].

## Couterne
- Alphonse Vovard (1887-1956), facteur[6],
- Berthe Vovard, née Launay (1908-2000), lavandière[6] :
Les Vovard recueillent les enfants Bernard Aisenberg et Jacques Barszcz, qui leur sont confiés par Madame Clément de l'Épine. Alphonse et Berthe Vovard sont reconnus Justes parmi les nations en 2010[6].

## Flers
- Anne-Marie Le Cahérec, sœur Anne-Marie, religieuse de Saint-Vincent-de-Paul[7],[8],
- Madeleine Malolepszy, sœur Madeleine, religieuse de Saint-Vincent-de-Paul[9],[10],
- Marie-Louise Pannelay, sœur Marie-Louise, religieuse de Saint-Vincent-de-Paul, supérieure de pensionnat[11],[12] :
Mère Marie-Louise Pannelay accueille Renée, Denise et Liliane Roth dans son pensionnat. Elle charge deux de ses religieuses, sœur Anne-Marie et sœur Madeleine, de veiller particulièrement sur elles. Les trois religieuses sont reconnues Justes parmi les nations en 1992[12].

## Frênes
- Denise Prestavoine, née Foucher (1907-1995), épicière[13],
- Émile Prestavoine (1902-1951), épicier[13] :
Émile et Denise Prestavoine sont volontaires pour accueillir le jeune Ramond Ganopolschii. Ils l'emmènent chez eux à Frênes, dissimulent son identité, et envoient des colis à sa mère restée à Paris. Ils sont reconnus Justes parmi les nations en 2010[13].

## La Roche-Mabile
- Berthe Neveu, née Leroyer (1889-1978), nourrice[14],
- Pierre Neveu, boulanger puis ouvrier agricole (1886-1949)[14] :
Pierre et Berthe Neveu s'occupent de six enfants : Huguette et Georges Granek ; Victor Zylberstein ; et trois sœurs : Suzanne, « grande Evelyne » et « petite Evelyne ». Ils sont reconnus Justes parmi les nations en 2010[14].

## Mauves-sur-Huisne
- Madeleine Ménard, institutrice[15],
- Roger Ménard (1904-1950), instituteur, secrétaire de mairie[15],[16] :
Roger Ménard, instituteur et secrétaire de mairie, procure des faux papiers et des cartes d'alimentation à la famille du docteur Nabedrick, réfugiée à Mauves-sur-Huisne. La famille ainsi sauvée compte jusqu'à dix personnes. Roger et Madeleine Ménard sont reconnus Justes parmi les nations en 1995[15],[16].

## Mortrée
- Joseph Papillon (1903-1968), cultivateur[17],
- Léontine Papillon, née Lacroix (1910-1965), cultivatrice[17] :
Léontine et Joseph Papillon accueillent le jeune Jacques Goldnadel qui leur est confié par la sœur de Léontine. Ils le cachent pendant deux ans. Ils sont reconnus Justes parmi les nations en 2013[17].

## Neuville-sur-Touques
- Henri Lecoq (1900-1979), cultivateur[18],
- Marie Lecoq, née Hamel (1902-1994), cultivatrice[18] :
Henri et Marie Lecoq, cultivateurs, rencontrent la famille Meyer sur les marchés où ils vendent leurs produits. Ils se proposent pour prendre en charge Florestine Meyer et sa fille Annette, et les hébergent pendant une semaine, puis assurent leur départ pour Toulouse où elles restent jusqu'à la fin de la guerre. Les Lecoq sont reconnus Justes parmi les nations en 2011[18].

## Passais-la-Conception
- Gustave Richard, résistant[19],[20],
- Lucienne Richard (née en 1918), résistante[19],[20] :
Gustave et Lucienne Richard hébergent un enfant juif envoyé par leur fille Madeleine Perret, puis trois autres enfants juifs. Gustave et Lucienne Richard sont reconnus Justes parmi les nations en 1997, ainsi que leur fille Madeleine Perret[19],[20].

## Perrou
- Fernand Jouvencel (1904-1957), mécanicien, garagiste, maire[21],
- Madeleine Jouvencel, née Volclair (née en 1911), institutrice, secrétaire de mairie[21] :
Fernand Jouvencel prend en charge Rywka Kwiatek et ses deux enfants, jumeaux âgés de 6 ans, et leur établit des faux papiers. Il les confie au couvent des religieuses franciscaines. Il va ensuite à Paris avec Rywka Kwiatek chercher Madame Sapoznik et ses deux enfants, et les cache aussi chez les Franciscaines, en leur procurant des faux papiers. Lorsque le couvent est investi par les Allemands, il emmène les deux familles, l'une chez sa mère, l'autre chez une amie. Son épouse Madeleine Jouvencel les ravitaille tous les jours. Fernand et Madeleine Jouvencel sont reconnus Justes parmi les nations en 2001[21].

## Sai
- Anne-Marie Boutté, née Goudal (1878-1953), nourrice[22],
- Mathurin Boutté (1881-1961), bouvier[22] :
Anne-Marie et Mathurin Boutté recueillent en 1943 les enfants Mireille et Marice Dorès, âgés de huit et un an. Ils en prennent soin jusqu'en janvier 1945, malgré leurs faibles moyens. Ils sont reconnus Justes parmi les nations en 2013[22].

## Saint-Fulgent-des-Ormes
- Albert Chaussée (1905-1984), agriculteur[23],
- Juliette Chaussée, née Clout (1911-1995), institutrice[23] :
Albert et Juliette Chaussée accueillent en 1942 la jeune Irma Naoun, placée par l'intermédiaire des Sœurs de Saint-Vincent-de-Paul. Ils en prennent soin jusqu'à la fin de la guerre, et donnent des provisions à ses parents lorsqu'ils la visitent. Ils sont reconnus Justes parmi les nations en 2011[23].

## Saint-Hilaire-la-Gérard
- Berthe Trouillet, née Corbin (1901-1974), fermière[24],
- Jules Trouillet (1901-1965), fermier[24] :
Berthe et Jules Trouillet accueillent et cachent les enfants Isidore, Rébecca, Paulette et Rachel Ajzenberg dans leur ferme, jusqu'à la réception d'une menace de dénonciation, qui oblige au retour des enfants dans leur cachette antérieure, à Montlhéry. Les époux Trouillet sont reconnus Justes parmi les nations en 2009[24].

## Saint-Symphorien-des-Bruyères
- Yvonne Maillard, née Marie (1903-1989), cultivatrice[25] :
Yvonne Maillard, veuve et mère de trois enfants, accueille en 1943 et cache les enfants Nathalie, Fanny et Jean-Claude Najburg, jusqu'en 1945. Elle est reconnue Juste parmi les nations en 2007[25].

## Sainte-Gauburge-Sainte-Colombe
- Hélène Bondoux, née Poivre, agricultrice[26],[27],
- Jean Bondoux, agriculteur[26],[27],
- René Bondoux, agriculteur[26],[27] :
René et Hélène Bondoux, ainsi que leur fils Jean, recueillent les quatre membres de la famille Gutmacher, évadés de l'hôpital de la prison d'Argentan. Ils les cachent à Sainte-Gauburge puis dans un village proche. Ils sont tous les trois reconnus Justes parmi les nations en 1994[26],[27].

## Tinchebray
- Lucien Leconte (1881-1944), prêtre, supérieur de congrégation[28],
- Fernand Prével (1902-1972), prêtre, successeur du P. Leconte[28] :
Le P. Leconte, résistant, cache des aviateurs alliés et fait évader des prisonniers. Il accueille cinq évadés Juifs, notamment Solomon Brézis, Marcel-Moïse Blanar, Izi Blanar. Son successeur le P. Prével s'en occupe ensuite. Les pères Lucien Leconte et Fernand Prével sont reconnus Justes parmi les nations en 2016[28].